# Поликарп (Морушка)
Епи́скоп Полика́рп (рум. Episcopul Policarp, англ. Bishop Polycarp, в миру Помпей Морушка, рум. Pompei Morușca; 29 марта 1883 — 26 октябюря 1958) — епископ Румынской православной церкви, архиепископ Американский.

## Биография
Родился 29 марта 1883 года в семье священника в Кристешти, Могош, графство Альба, Трансильвания, Австро-Венгерской империи (ныне Румыния). Начальное и среднее образование получил в своей родной деревне. Среди его братьев и сестер были Ана, Матей-Сильвестру, Рем, Адриан, Лукреция. Помпей посещал гимназические курсы в Альба-Юлии и Блаже (это была первая школа, систематически использующая румынский язык), после чего окончил курсы Богословского института в Сибиу (1902—1905). В 1905—1908 годы служил учителем в конфессиональных начальных школах в Себеш (ныне жудец Альба), Людош (ныне жудец Сибиу) и Пяклиша (ныне жудец Альба). К этому времени Помпей познакомился и женился на Мариоаре (Марии) Балан, дочери священника.
19 июня 1908 года был рукоположен в сан диакона, а затем в сан священника митрополитом Иоаном (Мециану). В 1908—1919 годы служил приходским священником в Шейка-Маре близ Сибиу. В 1917—1918 годы время служил духовником для военных. Однако последствия Первой мировой войны оказались для этой пары болезненными. Мариоара была арестована и депортирована в Венгрию (в Руст и Шопрон) в 1916 и 1917 годах. Поскольку она так и не смогла вернуться в Трансильванию, это фактически положило конец их браку.
В 1919 году направлен в качестве экономического советника в новой епархиальную консисторию в Клуже. В 1920 году назначен служить генеральным секретарем Ассоциации духовенства Трансильвании им. Андрея Шагуны. В 1920—1921 годы был духовником в богословском институте в Сибиу. В 1921 году был назначен директором статистического управления Трансильванской митрополии. В 1921—1922 годы был редактором «Revista Teologică» (Богословского обозрения) в Сибиу. В 1921—1925 годы был директором Ассоциации священников в Сибиу.
В 1925 году, после паломничества в Святую Землю, священник Помпей Морушка был пострижен в монашество с наречением имени Поликарп. Впоследствии был возведён в сан протосинкелла и назначен настоятелем Монастыря Ходош-Бодрог. В 1926 году был возведён в сан архимандрита.
25-28 апреля 1929 года на Общем церковном конгрессе, состоявшемся в городе Детройт, штат Мичиган, румынские православные приходы в Северной Америке были организованы в Румынскую православную епископию Америки. С признанием румынской Церковью «Румынская православная епископия Америки» обратился с просьбой о назначении епископа. 24 января 1935 года Священный Синод Румынской православной церкви избрал архимандрита Поликарпа (Морушку) первым правящим архиереем данной епархии. 24 марта 1935 года состоялась его епископская хиротония. Вскоре после своего рукоположения он отбыл в США и прибыл туда в июне 1935 года. Его интронизация состоялась 4 июля 1935 года в Детройте.
После интронизации в Детройте, штат Мичиган, епископ Поликарп начал исцелять вражду между двумя священническими фракциями внутри румынской епископии в соответствии с его декларацией: «Я принимаю тебя таким, каким нашел, но отныне у нас будет порядок и дисциплина». В то время между духовенством, которое было назначено служить в Северной Америке, и теми, кто появился там без назначения, существовали разногласия. Такого рода ситуация существовала среди других национальностей в США, Канаде и других странах в течение десятилетий после большевистской революции 1917 года в Российской Империи, и по разным причинам людям часто было трудно работать сообща. Очень часто эта трудность коренилась в разноречивых политических взглядах.
После интронизации он отправился с каноническими визитами во все приходы епархии. В период с 14 июля 1935 года по 18 июля 1936 года епископ Поликарп совершил объезд как можно большего числа приходов и учреждений Румынской православной епархии в Северной Америке, во время которого он освятил все храмы, которые ещё не были освящены. Осенью 1936 года он инициировал развитие нормальной епархиальной организации через общее пастырское письмо. Благодаря своей деятельности и личным встречам епископ Поликарп быстро приобрёл авторитет в своей епархии. В 1936 году епископ Поликарп был принят президентом Рузвельтом, который тепло его принял.
Епископ Поликарп составил Устав Румынской Православной Церкви в Америке, который учредил Румынскую миссионерскую епископию в Америке. Первая генеральная ассамблея состоялась 5-7 сентября 1936 года. Епископ Поликарп основал Епархиальный Центр в Детройте, штат Мичиган, с церковью святого Георгия в качестве кафедрального собора. Он также учредил епархиальную газету «Solia» как официальное издание епархии. Епископ Поликарп поощрял и поддерживал покупку недвижимости в Мичигане в 1937 году, которая называлась «Vatra» (очаг) и которая стала штаб-квартирой епископии. Торжественное открытие данного учреждения состоялось 4 июля 1938 года. Он также начал организовывать церковных помощников из числа молодёжи и женщин его епархии, но эта инициатива не приняла активной формы до окончания Второй мировой войны.
В эти годы многие румынские приходы в Канаде (в основном в прериях на Западе) начинали находить свою связь с данной епархией. Румынскоязычные общины в Канаде ранее обслуживались епископами Канадской епархии в юрисдикции Северо-Американской митрополии (позже Православная церковь в Америке). Многие румыноязычные иммигранты происходили из того же региона Австро-Венгерской империи, что и многие украинцы: из области Буковины (которая в межвоенный период была частью Румынии). Именно из-за этой истории возникли определенные трения и трудности в отношении приходов, перешедших в Миссионерскую епархию. Эти трудности включали в себя использование старого (юлианского) календаря, к которому они привыкли, причем некоторые из них были основаны на 20-35 лет раньше (в начале иммиграции). Эти приходы состояли в основном из эмигрантов из провинции Буковина.
Епископ Поликарп стремился к установлению дружественных отношений с другими православными епархиями, а также с различными христианскими религиозными организациями, в частности с римокатоликами и епископальной церковью в США. В этом он, как правило, преуспевал. Однако в Румынии, напротив, некоторые греко-католические священники в Румынии осудили его. Они заполнили его досье в Бухаресте очень многими жалобами. В 1937 году епископ Поликарп впервые отправился в Румынию по официальным делам, но он также посетил свою большую семью. Дело священника-монаха Гличерия (Морариу) (1879—1973) — еще один пример трудностей, с которой столкнулся епископ Поликарп, а также епископы других национальных юрисдикций. Он был человеком с сомнительной репутацией и выступал за создание независимой епископии. Викарий Румынского епископии священник Труца выступил против принятия Гличерия в Епископию, поскольку тот уже находился под следствием Центральной канцелярии Ясской митрополии. В результате различных обстоятельств епископ Поликарп лишил сана этого монаха в 1939 году. Свидетельства показывают, что в отместку он использовал свои различные ресурсы в течение последующих лет как для реализации своего желания создать отдельную епископию, так и для блокирования возвращения в США епископа Поликарпа, и он продолжал эту деятельность вплоть до 1950 года.
В 1939 году на юбилейном обеде епископ Поликарп подвел итог четырём годам служения в Северной Америке: «Первый год был годом ориентации как для вас, так и для меня; второй год был годом организации; третий год был годом достижений; и четвертый, этот год, должен был нести печать года консолидации, основанного на опыте трёх предыдущих лет и полученных результатах». К 1939 году епархия включала 44 прихода, 62 миссии, 43 храма и 5 часовен (параклисов), обслуживаемых 34 священниками и 6 диаконами.
В августе 1939 года он вернулся в Румынию для участия в заседании Священного Синода Румынской православной церкви. Многие советовали ему не ехать, но он твердо решил поехать. Он пожелал увидеть свою семью и сделать доклад Патриарху Никодиму о развитии Североамериканской епархии. Начавшаяся вскоре Вторая Мировая война создала серьёзные препятствия для путешествий, что вкупе с другими обстоятельствами помешало ему вернуться в США. Епископ Поликарп провёл 1940 год и часть 1941 года в уединении в Крайве, недалеко от своей сестры Лукреции и её семьи. Он поддерживал постоянную переписку с членами и руководством Миссионерской епархии в США и постоянно призывал их проявлять настойчивость и поддерживать как можно более тесные контакты с Румынией.
В 1941 году епископ Поликарп был назначен на должность директора Богословского института имени Раду Водэ в Бухаресте. Эта школа была закрыта и эвакуирована властями, но за время своего краткого служения там епископ Поликарп успел подготовиться к обновлению и развитию этого института.
После отставки епископа Дионисия (Ерхана) патриарх Никодим назначил епископа Поликарпа управляющим Белгородско-Измаильской епархией в составе Бессарабской митрополии. Хотя он взял на себя эту обязанность как «послушание», он всецело отдался работе на этой очень неорганизованной территории, которая страдала от войн и перемещений границ. Он быстро начал организовывать нормальную организацию жизни епархии, а в 1942 году возродил «Вестник Белгородско-Измаильской епископии» в том же формате, в каком он издавался ранее. Именно в этом году был убит его шурин Сабин Никоара в бою на Восточном фронте (его могила была найдена в Одессе).
Принимал участие в приднестровской миссии. Сам он отметил, что трудности и препятствия, с которыми он столкнулся в этом регионе, не пугали его, потому что «Я никогда не был пессимистом и никогда не впадал в уныние — даже когда приехал в Америку». Епископ Поликарп был глубоко обеспокоен бедностью людей, находящихся под его опекой, а также незнанием Евангелия, та как до войны эти территории входили в состав Советского Союза. Он боролся с нищетой практическим путём, а с невежеством — через активную публицистику в Епархиальном вестнике. В январе 1944 году на Белгородско-Измаильскую епархию был назначен и рукоположен правящий архиерей — епископ Анфим (Ника). Епископ Анфим поблагодарил «епископа Америки» за его очень плодотворное служение Церкви в этой епархии, которое он совершал с большим рвением и усердием.
В 1944—1945 годах епископ Поликарп вновь был назначен директором Бухарестского Богословского института им. Раду-Воде. Одним из его учеников в то время был архимандрит Роман (Брага). Именно в это время, в 1945 году, епископ вступил в контакт с движением «Неопалимая Купина», собрания которого проходили в Монастыре Антим в Бухаресте. Это движение давало много молитвенной силы своим участникам и многим людям, особенно в условиях советской власти в Румынии.
6 марта 1945 года в Румынии было создано прокоммунистическое правительство, отношение которого к Церкви становилось всё более репрессивным. 4 декабря 1945 года епископ Поликарп был назначен администратором новой миссии в Сигету-Мармацией в Марамуреше. В 1945—1946 годы он жил в Сигету-Мармацией. С самого начала епископ Поликарп был обеспокоен тем, что «миссионерская епископия Марамуреша не сможет выполнить миссию, для которой она была воссоздана». Тем временем коммунистические власти через полицию начали расследовать жизнь священнослужителей и составлять досье на всех священников. Епархия, в которой он оказался, полностью лишилась дотаций и могла существовать только на собственные средства. У епископа Поликарпа в семинарии было всего 4 ученика. Весь регион находился в состоянии нищеты. Большинство из тех священников, которых он рукоположил, вскоре покинули епархию из-за крайне стеснённых условий, а особенно потому, что священник не мог содержать свою семью на скудные имеющиеся ресурсы. Даже епископ не мог обеспечить себя более чем двумя очень маленькими приёмами пищи в день. Тем не менее, он написал обращение к патриархии с просьбой о помощи, чтобы дать какое-то питание этой епархии, которая только недавно была возвращена из хортистской Венгрии.
В то же время епископ Поликарп узнал, что Святейший Синод принял (или должен был принять) жалобы на него. Кроме того, коммунистические власти оказывали давление на руководство Румынской Церкви в отношении румынского епископата в Северной Америке. В то время как избранный епископ румынского епископата Северной Америки был вынужден оставаться в Румынии, 30 июня 1944 года Священный Синод (который всегда должен был консультироваться с отделом культов) назначил епископа Юстиниана (Марину), викария-епископа Васлуйского в Ясской митрополии, служить епископату в Северной Америке. Епископ Юстиниан, однако, отказался от этого назначения. Тогда Святейший Синод принял решение прислать епископа Эмилиана (Антала), викария-епископа Сучавы Ясской митрополии. Однако он также отказался от этого назначения. В то же время Румынская епископия Северной Америки не была объявлена вакантным. То, что престол не был вакантным, обычно мешало попыткам назначить другого епископа. 25 декабря 1946 года епископу Поликарпу было сообщено («Monitul Official» no. 148), что он освобожден от своих обязанностей в Марамурешской епархии. Там не было никаких упоминаний о его обязанностях в североамериканском епископате.
Возможно, руководство Румынской патриархии не понимало того, что Североамериканская епископия имела утверждённый устав, который требовал участия и согласия епископата в назначении епископа в епархию. В качестве корпорации в США существовала юридически обязательная процедура, которой следовало следовать. Однако эти власти также снабжались дезинформацией и дезинформацией со стороны тех в США, кто не хотел возвращения епископа Поликарпа. В пастырском письме от 30 июля 1947 года епископ Поликарп сообщил епархии о трудностях, связанных с его возвращением, и добавил, что он по-прежнему считает себя епископом Румынской православной епископии Америки. Действительно, он официально считался таковым в румынском патриархате, поэтому его посылали в разные места в качестве администратора (временного управляющего). Это не помешало попыткам прислать замену (несомненно, по указанию Департамента культов). В контексте всего этого Патриарх Никодим (Мунтяну) не пользовался доверием новых властей. Есть указания на то, что патриарх в то время был более стойким, чем некоторые члены Священного Архиерейского Синода. Есть и другие свидетельства, свидетельствующие о том, что Святейший Синод был более ответственен за жестокое обращение с епископом Поликарпом (по тем или иным причинам), чем патриарх Никодим. Однако именно благодаря верной деятельности священника Иоанна Труцы канонический устав румынского епископата соблюдался в максимально возможной степени. Несколько месяцев спустя епископ Поликарп написал своей епархии письмо, в котором сообщил о дальнейших событиях в Румынии, касающихся епископата, отметив, что епископат был ликвидирован в церковном бюджете, что фактически распустило его в глазах коммунистического правительства. Министр культов при новой власти отвечал за приведение Церкви в соответствие с политикой правительства и пропаганду ее «прогрессивных идей». Имелись явные угрозы в случае несоблюдения этого требования. В декабре 1947 года переход к коммунизму в Румынии официально насильственной отставкой короля Михая.
В 1948 году епископ Поликарп (Морушка) был отправлен правительством в отставку, так же как и многие другие иерархи, которые стали неудобными и доставляли неудобства властям своим образом жизни. Это действие открыло правительству путь к тому, чтобы обеспечить назначение послушного епископа. Епископ Поликарп был, по сути, не единственным епископом зарубежной епархии, который пострадал таким образом. В 1950 году Священный Синод епископов Румынского патриархата обратился к правительству с просьбой предоставить епископу Поликарпу паспорт, но такого паспорта не было получено. Такова была эффективность кампании против епископа Поликарпа, что король Кароль II был осведомлен о сложившейся ситуации, и он был согласен с тем, что епископу Поликарпу следует забыть о возвращении в Америку в то время. Некоторое время он служил в «Соборе воссоединения» в городе Алба-Юлия. В 1958 году он был отправлен служить настоятелем монастыря Святого Иоанна Крестителя в Алба-Юлии. Тем не менее, несмотря на то, что в течение этих лет он фактически жил как заключенный в Румынии, он опубликовал ряд работ по нравственному богословию и истории.
Он скончался 26 октября 1958 года. После службы по погребению иерарха его тело было погребено в монастыре Святого Иоанна Предтечи (Крестителя) в Алба-Юлии, Румыния.

## Публикации
- Petru Maior şi Unirea, Sibiu, 1921. — 24 p. (под псевдонимом «Părintele Terentie»)
- Feiminism şi feminitate în lumina Evangheliei, Sibiu, 1925. — 188 p.
- Sfânta Scriptură şi Tradiţia Sfântă, Arad, 1926. — 32 p.
- Cuvântul lui Dumnezeu şi sufletul omului, Arad, Editura SF. Mănăstiri Bodrog, 1926. — 84 p.
- Ce trebuie să ştie mirii, Arad, Editura SF. Mănăstiri Bodrog, 1927. — 48 p.
- Ce trebuie să ştie mirii, Arad, Editura. SF. Mănăstiri Bodrog, 1927. — 94 p.
- Căsnicia creştină, învăţături pentru miri, Arad, 1927. — 52 p.
- Omenirea în faţa crucii. Gânduri de săptămâna mare, Arad, 1929. — 47 p.
- Misiunea religioasă pentru popor cu material de predici, cuvântări şi alocaţiuni, Arad, 1929. — 144 p.;
- Porunca iubirii, Sibiu, 1934. — 49 p.
- Sfântul sfinţitul mucenic Policarp şi scrisoarea sa către Filipeni, Ismail, 1943.
- Cazul Policarp Morușca : o cronologie a faptelor / ediție îngrijită de Aurel Sasu. — Cluj-Napoca: Editura Limes, 2002. — 244 с.
- Arc spre mileniul trei. Scrieri creştine (рум.) / editie ingrijita de Radu Șerban. — Bucureşti: Editura Dareco, 2008. — 366 с.
- Zidire sufletească : cuvântări, cronici, publicistică (рум.) / ediție îngrijită de Radu Șerban. — Cluj Napoca: Dacia, 2009. — 718 с. — ISBN 978-973-8099-20-3.